# Prenestino
Das VI. Municipio Prenestino war eines der 19 Munizipien der Stadt Rom. Es lag östlich der Altstadt und erstreckte sich in etwa zwischen der Via Casilina und der Bahnstrecke Rom–Pescara. Nach dem 11. März 2013 wurde ein neues Municipio VII gebildet, das aus Teilen des ehemaligen Municipio IX und X besteht. Das ehemalige Municipio VII wurde zusammen mit dem Municipio VI zum Municipio V.
Prenestino hatte 124.846 Einwohner (2006). Es teilt sich in folgende Ortsteile auf.
| 6a     | Torpignattara | 48.257  |
| 6b     | Casilino      | 11.231  |
| 6c     | Quadraro      | 20.441  |
| 6d     | Gordiani      | 43.632  |
| Gesamt | Gesamt        | 124.846 |

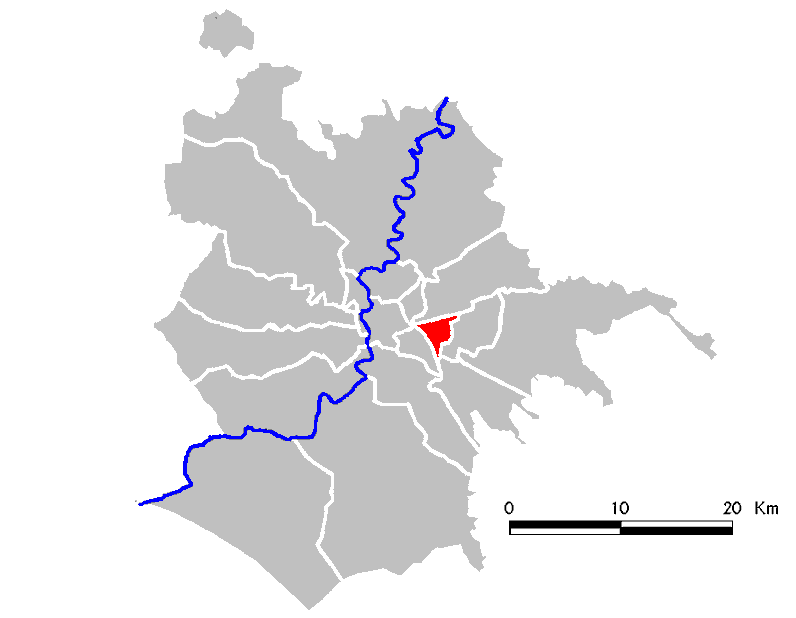
Lage von Prenestino in Rom

Das Gebiet wurde zu Beginn des 20. Jahrhunderts besiedelt. Die Haupterschließungsstraße ist die namensgebenden Via Prenestina.